# Космос-2394
Космос-2394 је један од преко 2400 совјетских вјештачких сателита лансираних у оквиру програма Космос.
Космос-2394 је лансиран са космодрома Тјуратам, Бајконур, Казахстан, 25. децембра 2002. Ракета-носач Протон-К је поставила сателит у орбиту око планете Земље. 